# Google Summer of Code
Google Summer of Code (GSoC) — инициативная программа компании Google, в рамках которой ежегодно проводится отбор проектов с открытым исходным кодом, в которых могут принять участие студенты. Победителям выплачиваются денежные гранты. Проекты должны предложить будущим участникам задания по программированию в рамках проекта. Студент-участник, выполнивший задание, получает до 5000 $, а сам проект — по 500 $ за каждого студента. Программа началась в 2005 году по инициативе сооснователей корпорации — Сергея Брина и Ларри Пейджа.

## История
- В 2005 году было получено более 8.7 тысяч предложений летних проектов. Изначально планировалось финансирование для 200 студентов, но позже оно было увеличено до 419. Успешно завершено около 80 % проектов. В программе участвовала 41 организация-производитель открытого ПО.
- В 2006 поступило 6 тысяч заявок от студентов, участвовало 102 организации-производителя, в том числе Debian, GNU, Gentoo, Adium, PHP, ReactOS. Финансировалось около 600 проектов, 82 % из них получили положительный отзыв по завершении.
- В 2007 году в программе участвовало 900 студентов из 90 стран мира, которые внесли вклад в разработку 130 различных проектов с открытым кодом. Соучастие в проекте проводило почти полторы тысячи менторов из этих проектов.
- На 2008 количество организаций увеличилось до 174, поступило 7,1 тыс. заявок и оплачено 1125.
- К 2009 году корпорация-инициатор конкурса (Google) снизила число проектов до 150, и оплатила лишь тысячу мест. Положительно оценено завершение 85 % студенческих работ.
- В 2010 году участвовало 1026 студентов из 69 стран, больше всего из США (197), Индии (125), Германии (57), Бразилии (50), Польши (46), Канады (40), Китая (39), Великобритании (36), Франции (35), ШриЛанка (34).
- В 2017 году в программе были представлены 201 организация, одобрены заявки от 1318 студентов из 575 вузов (поступило 20.6 тыс. заявок)
- На 2020 год принято почти 1,2 тысячи студенческих проектов.

## Критика
Корпорация Google не рекомендует студентам использовать неграмотную английскую речь в общении, так как это может создавать негативные впечатления.
Судя по опросам (проведено 141), студенты используют программу GSoC для получения разнообразного опыта, но не обязательно для того чтобы стать постоянным разработчиком проекта (одна из первоначальных целей проекта). Важным мотивационным фактором является денежная премия, но также студентов заманивает возможность наработки опыта и интересных строк в резюме. Немногие открытые проекты получили новых соразработчиков в результате данной летней программы.
Далеко не весь разработанный студентами код попадает в состав релизов проектов.
С середины 2010-х годов Google изменил правила финансирования, и получаемая сумма зависит от страны проживания студента. Это изменение позволяет получить больше студентов из Азия, Южной Америки и Африки без изменения общих программных бюджетов, но отменяет правило «Равная оплата равной работы». Платежи разбиты на три фазы, для получения даже первого платежа требуется написание и одобрение некоторого количества программного кода (патчей). Основанием этого изменения является подход «Fail students early» (раннее заваливание студентов)